# Ber Groosjohan
Bernardus Groosjohan, plus connu sous le nom de Ber Groosjohan (né le 16 juin 1897 à Rotterdam aux Pays-Bas, et mort le 5 août 1971 dans la même ville) est un joueur de football international néerlandais, qui évoluait au poste d'attaquant.

## Biographie

### Carrière en sélection
Avec l'équipe des Pays-Bas, il joue 14 matchs (pour 5 buts inscrits) entre 1920 et 1924. Il joue son premier match en équipe nationale le 28 août 1920 contre l'équipe du Luxembourg et son dernier le 6 juin 1924 face à l'équipe d'Uruguay.
Il participe avec la sélection néerlandaise aux Jeux olympiques de 1920 puis de 1924. Lors du tournoi olympique de 1920 organisé en Belgique, il joue quatre matchs, remportant la médaille de bronze. Durant la compétition, il inscrit un doublé face au Luxembourg, puis un autre face à la Suède. Il inscrit enfin un but face à l'Espagne lors du dernier match. Lors du tournoi olympique de 1924 organisé en France, il dispute trois matchs, se classant quatrième de la compétition, mais sans inscrire de but.

## Palmarès
Pays-Bas
- Jeux olympiques :
  -  Bronze : 1920.